# ミュニシパリティ・オブ・ハンターズ・ヒル
ミュニシパリティ・オブ・ハンターズ・ヒル (Municipality of Hunter’s Hill) は、オーストラリア・ニューサウスウェールズ州の地方公共団体。

## 概要
ミュニシパリティ・オブ・ハンターズ・ヒルは、レーン・コウヴ川とパラマッタ川が合流する場所に突き出る半島に位置する。シドニー都市圏では最小の地方公共団体である。ハントリーズ・ポイントと半島最先端のウーリッジは、サーキュラー・キーからフェリーから行くことが可能である。パラマッタ川をはさんで、南に隣接するシティ・オブ・カナダ・ベイとは、グレーズヴィル橋（en）でつながり、レーン・コウヴ川を渡り、ミュニシパリティ・オブ・レーン・コウヴのリンレイ・ポイントとつながる。陸路で接続しているのは、北西に位置するシティ・オブ・ライドのみである。

## 構成サバーブ
ミュニシパリティ・オブ・ハンターズ・ヒルは、以下のサバーブで構成されている。
- グレーズヴィル（Gladesville）の一部。
- ヘンリー（Henley）
- ハンターズ・ヒル（Hunters Hill）
- ハントリーズ・コウヴ（Huntleys Cove）
- ハントリーズ・ポイント（Huntleys Point）
- ウーリッジ（Woollwich）

市内の中心に当たるサバーブのハンターズ・ヒルは、アポストロフィが使われず、市名には使われていることが、市のホームページでも明言されている。

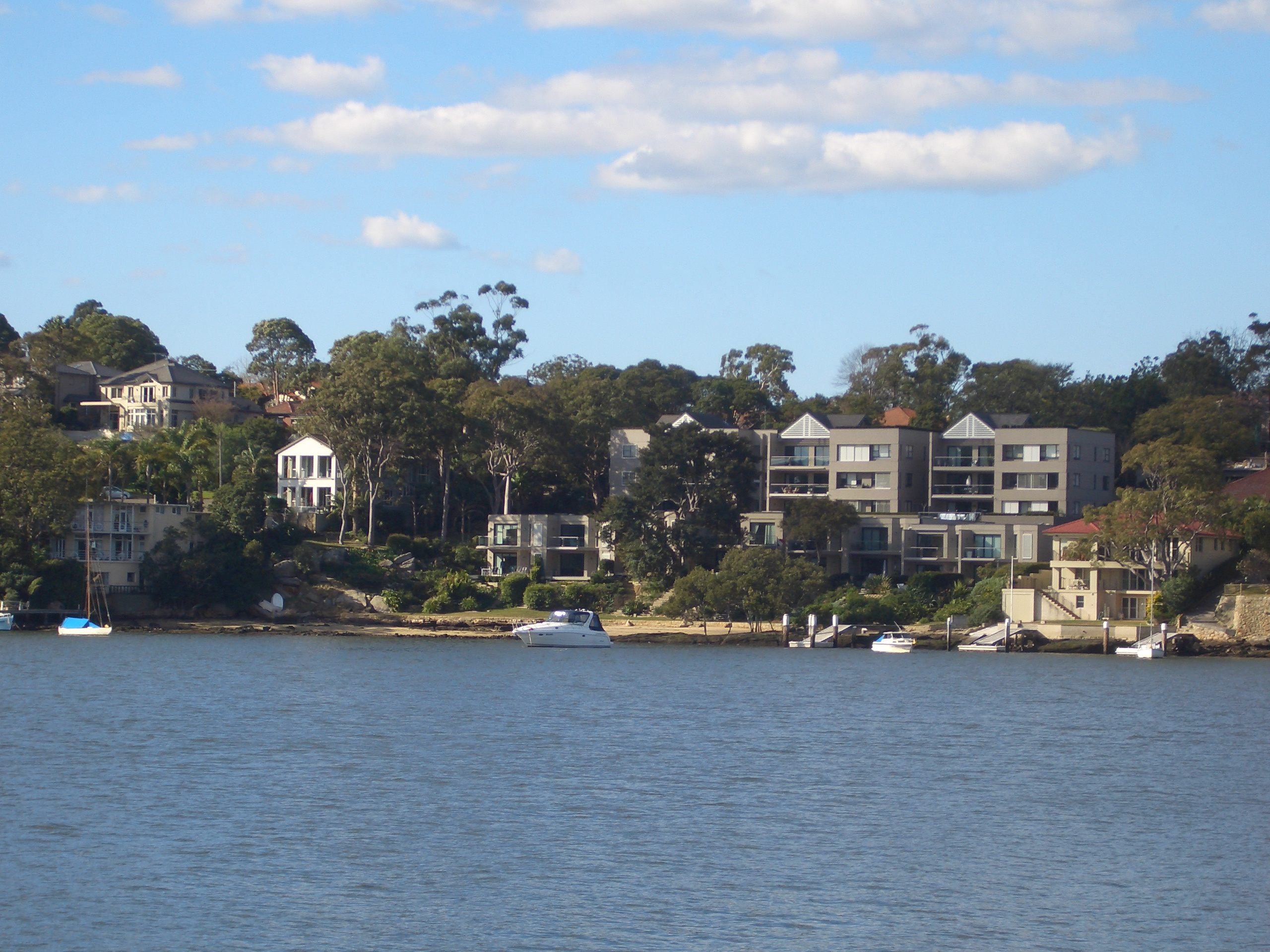
ヘンリーの風景
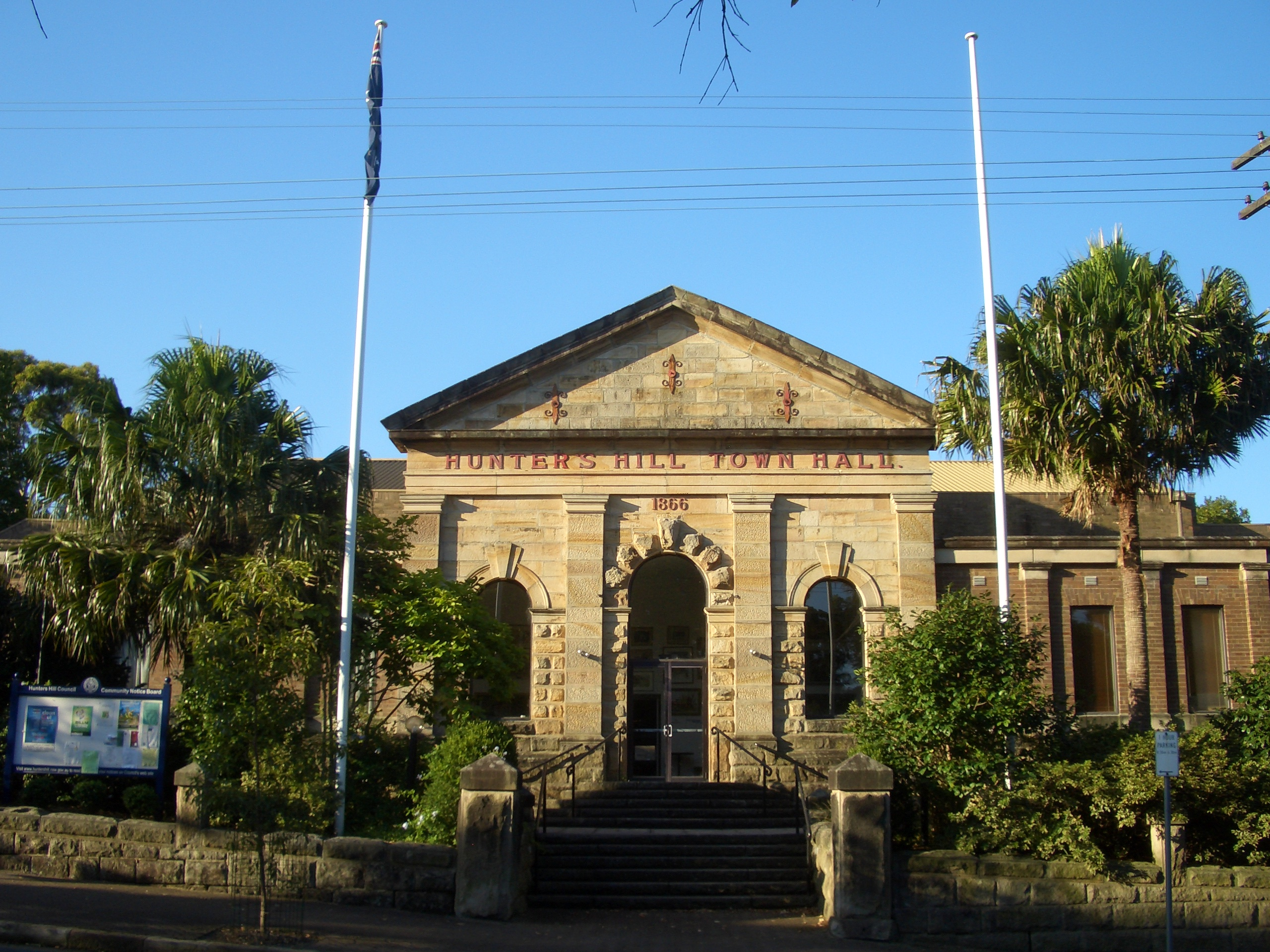
タウン・ホール（ハンターズ・ヒル）
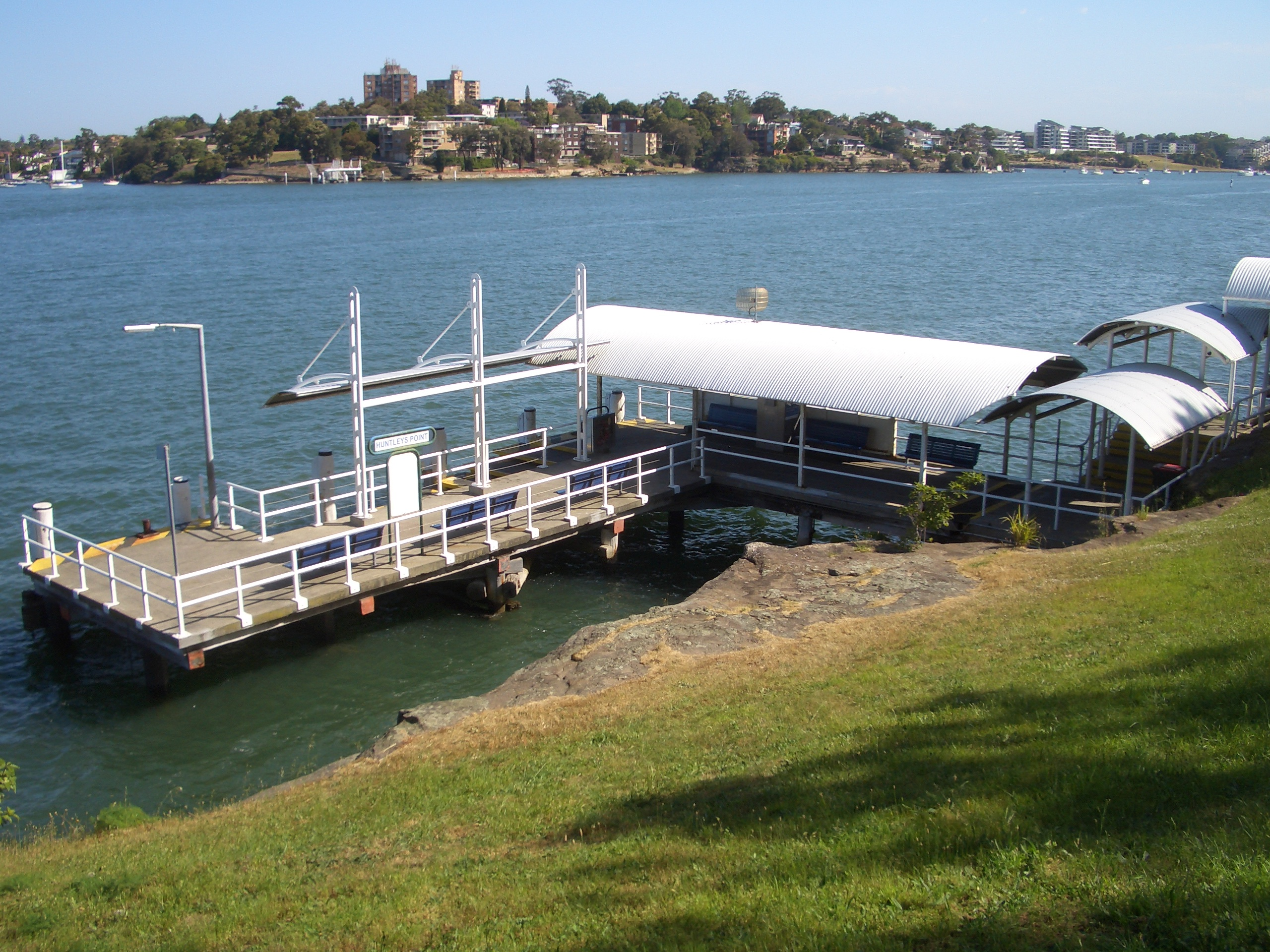
ハントリーズ・ポイントのフェリー埠頭
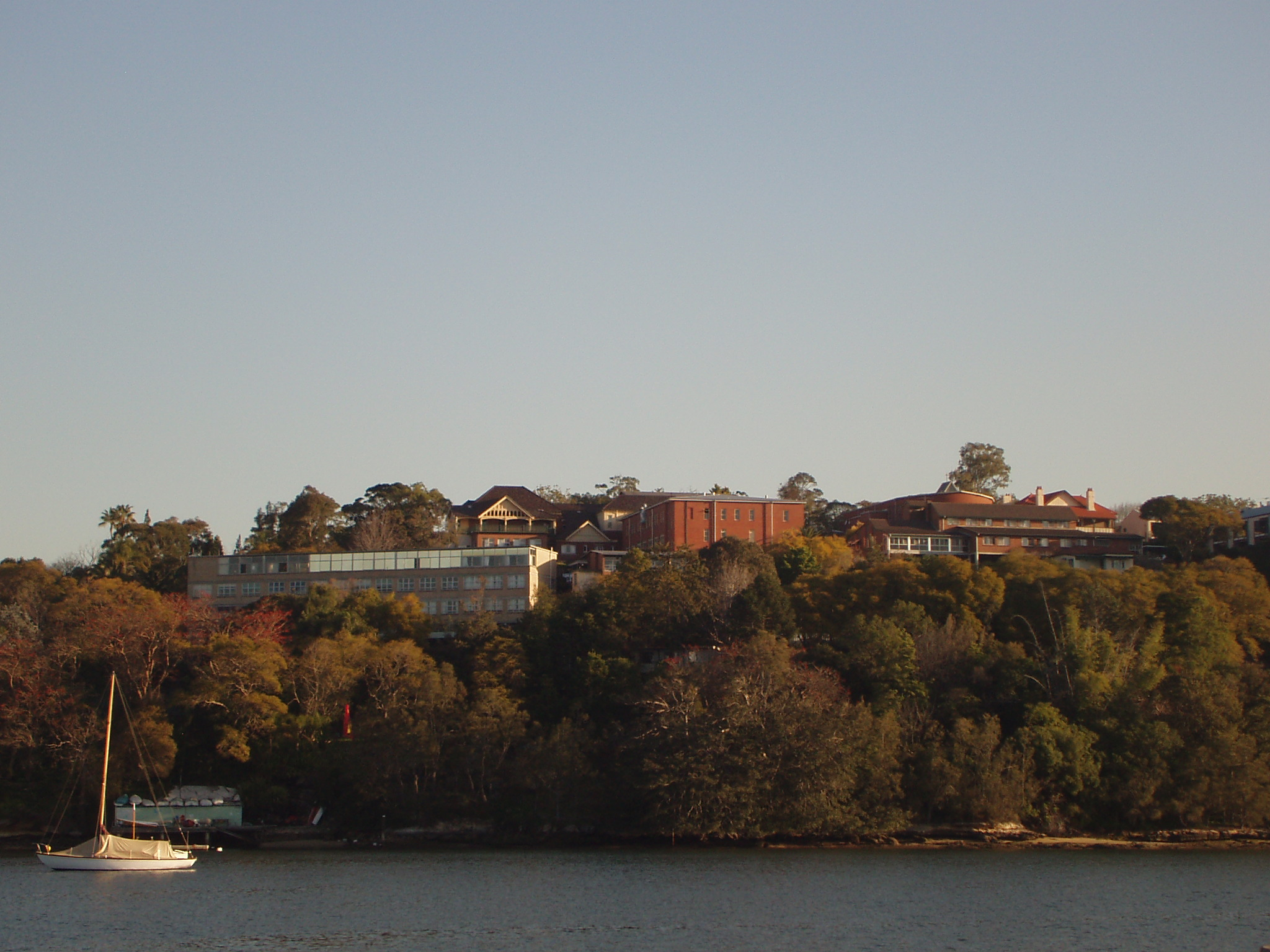
マリスト・シスターズ・カレッジ（ウルウィッチ）

## 議会
ミュニシパリティ・オブ・ハンターズヒルの議会は、7人によって構成される。任期は4年。選挙区は2つで、それぞれの選挙区から3人が選出される。市長は、議会選挙の際に、6人の議員とは別に選出される。最新の議会選挙は、2012年9月8日に実施された。議員は、すべて、無所属である。市長は、無所属のRichard Quinn。